# Таруфтинская
Таруфтинская — деревня в Шенкурском районе Архангельской области. Входит в состав муниципального образования «Усть-Паденьгское».

## География
Деревня расположена в южной части Архангельской области, в таёжной зоне, в пределах северной части Русской равнины, в 37 километрах на юг от города Шенкурска, на правом берегу реки Паденьга, притока Ваги. Ближайшие населённые пункты: на западе деревня Васильевская, на севере деревня Климовская, на северо-востоке деревня Усть-Паденьга, являющаяся административным центром муниципального образования. В 2 километрах на восток от деревни пролегает автомобильная дорога федерального значения М8 «Холмогоры».
Часовой пояс
Таруфтинская, как и вся Архангельская область, находится в часовой зоне МСК (московское время). Смещение применяемого времени относительно UTC составляет +3:00.

## Население
| 2002 | 2010 | 2012 |
| ---- | ---- | ---- |
| 8    | ↘4   | ↘3   |

## История
Указана в «Списке населённых мест по сведениям 1859 года» в составе Шенкурского уезда (1-го стана) Архангельской губернии под номером «2036» как «Тарувтинская». Насчитывала 10 дворов, 30 жителей мужского пола и 37 женского. 
В «Списке населенных мест Архангельской губернии к 1905 году» деревня Торуфтинская (Плоска) насчитывает 17 дворов, 59 мужчин и 54 женщины.  В административном отношении деревня входила в состав Устьпаденгского сельского общества Устьпаденгской волости. 
На 1 мая 1922 года в поселении 16 дворов, 35 мужчин и 38 женщин.